# Centro de Recursos Zoogenéticos de Galicia

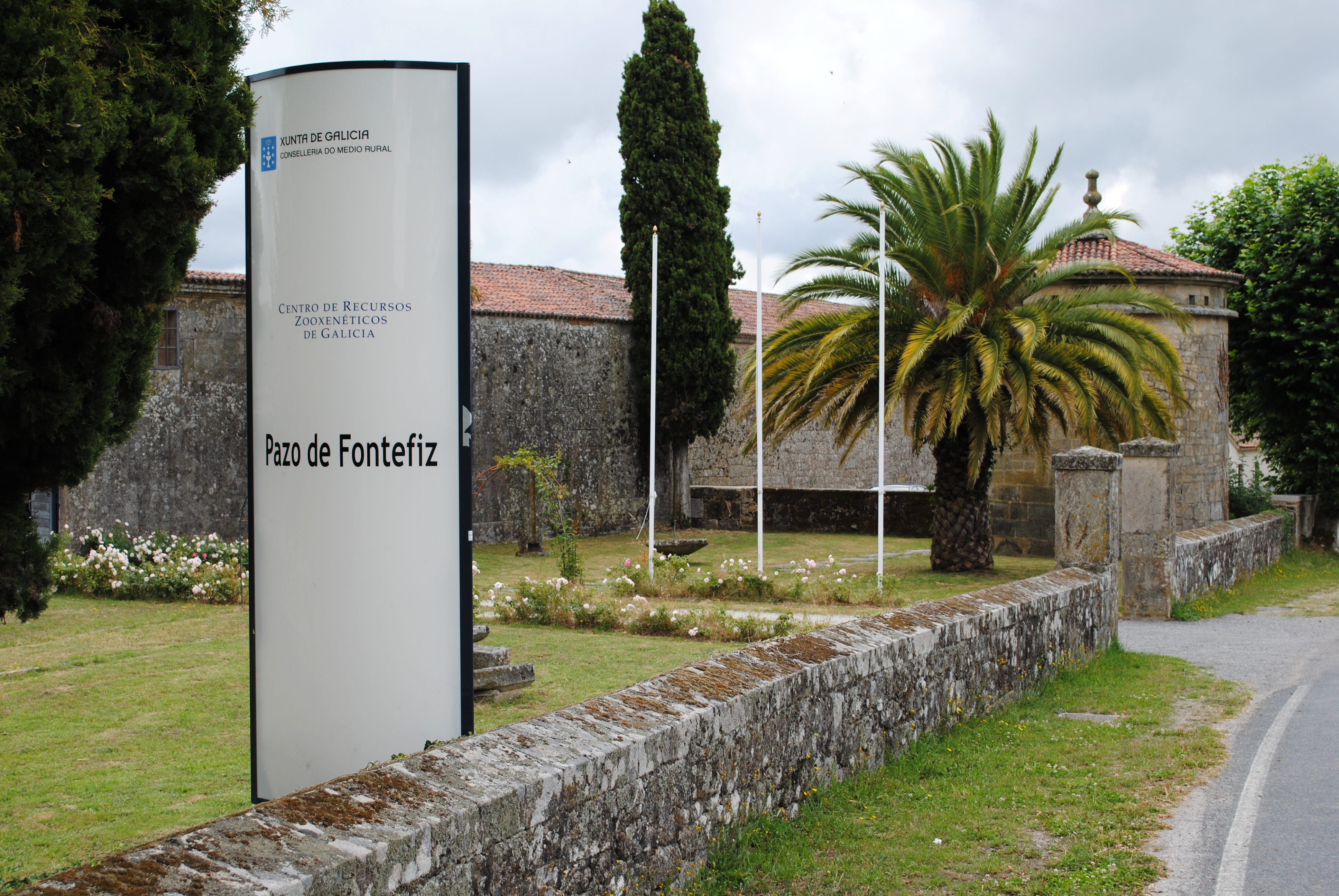
Centro de Recursos Zoogenéticos de Galicia.

El Centro de Recursos Zooxenéticos de Galicia (CRZG), está situado en el Pazo de Fontefiz, una preciosa edificación que data del siglo X, y está localizado en la parroquia de Santa María de Ucelle, Ayuntamiento de Coles, a 14 kilómetros de Ourense. Consta de 69 hectáreas de fincas. Actualmente es propiedad de la Junta de Galicia.
El Pazo fue comprado el 30 de diciembre de 1944 a D.Luis Pavón y D. Patricio Sánchez Dalama, dueños del lugar de Fontefiz, por el Ministerio de Agricultura del gobierno de España y la Diputación Proviencial de Ourense, siendo Ministro D. Miguel Primo de Rivera  y Sáenz de Heredia,y Presidente de la Diputación D. Arturo Pérez Serantes, 
El importe pagado fueron de 1.150.000 pts., aportando 1.000.000 el Ministerio de Agricultura y 150.000 pts la Diputación Provincial, estas últimas aportadas como donación, sin derecho a dominio y disfrute de Fontefiz. Se especifica en la escritura de compraventa, que se adquiere el lugar de Fontefiz, para la implantación de un centro para la mejora del ganado vacuno de Galicia, llamándose “CENTRO DE SELECCIÓN DE GANADO BOVINO GALLEGO DE FUENTEFIZ”.
En diciembre de 1945, es la fecha de adquisición del primer ejemplar vacuno de Raza Rubia Gallega, un becerro de nombre LOPO, comprado a D. Andrés Sánchez Lopo de Lugo, y, el día de Reyes del año 1946, ingresa en el centro el primer ejemplar de Raza Caldelá, un semental de nombre GALÁN, de dos años de edad, comprado en Castro Caldelas-Ourense.
En el año 1953, se establece en el centro el Servicio de Inseminación Artificial Ganadera. 
El 6 de julio de 1985, mediante el R.D. 1099/1985, se traspasa el Centro a la Junta de Galicia, incorporándose a  la estructura de la Consellería de Agricultura, actualmente Consellería do Medio Rural.
En el año 1986, fue el primer Centro de España en congelación de embriónes, en concreto de Raza CACHENA.
Con fecha 27 de septiembre de 2000, pasa a denominarse Centro de Recursos Zooxenéticos de Galicia-Fontefiz.

## Galería de imágenes

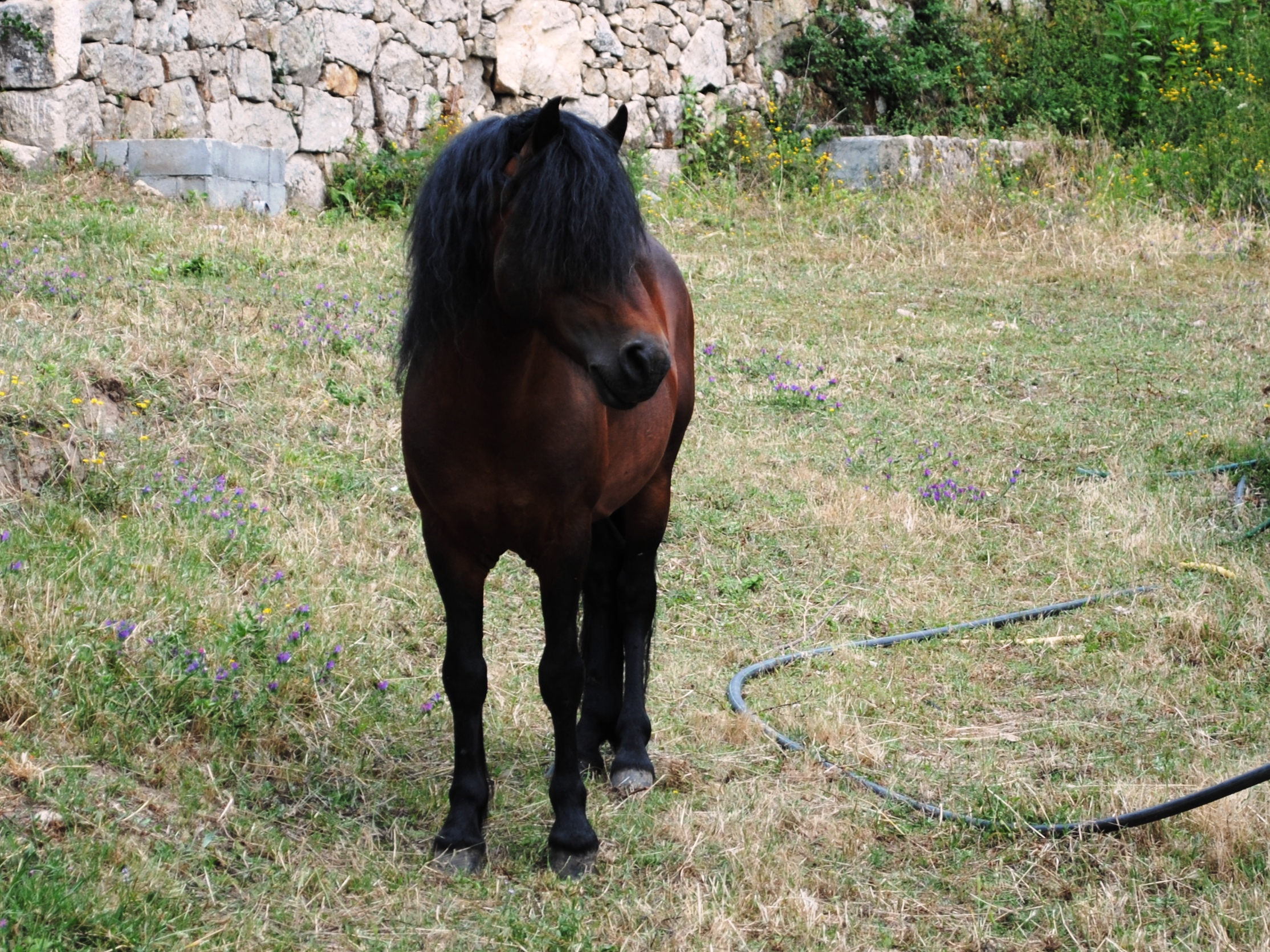
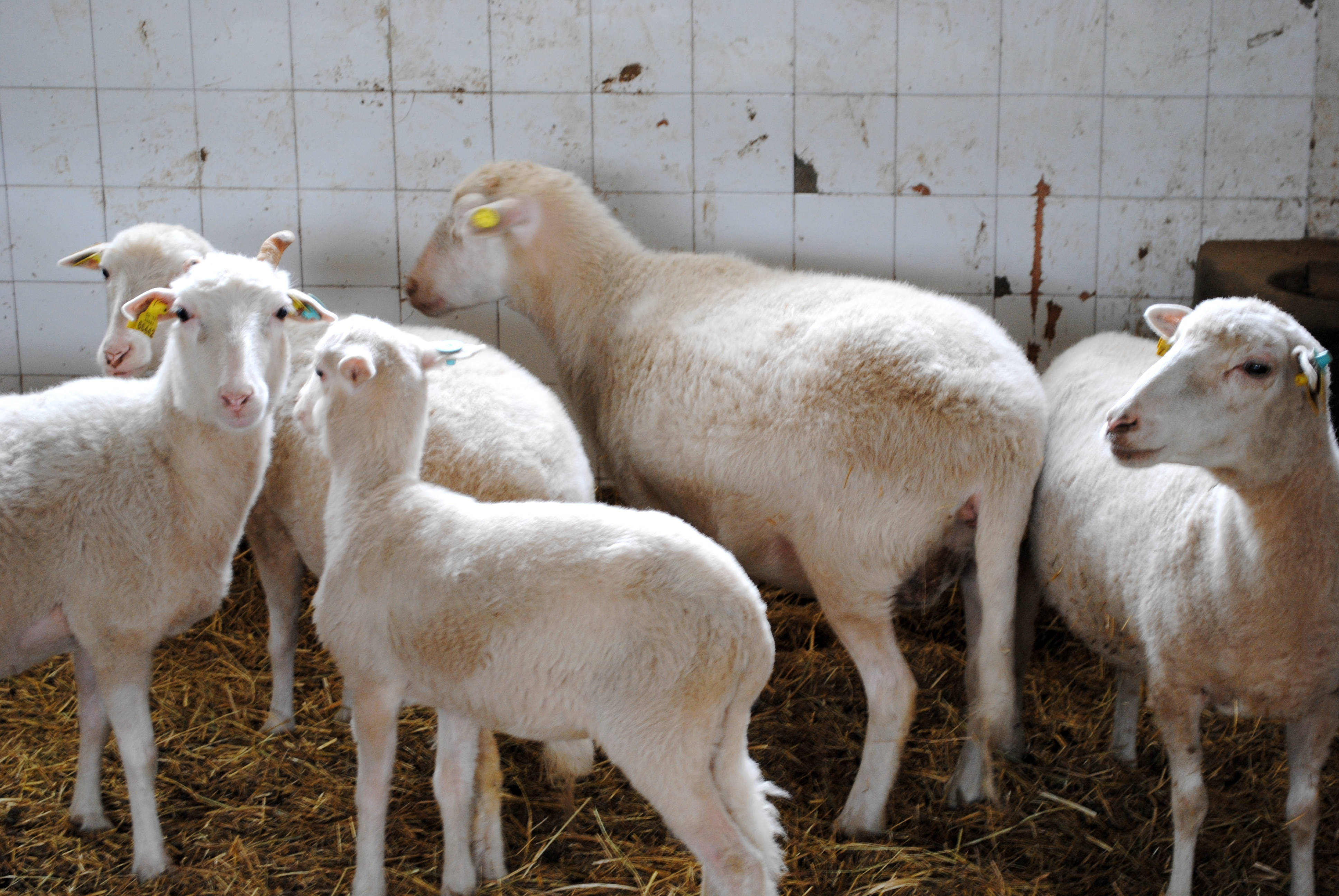
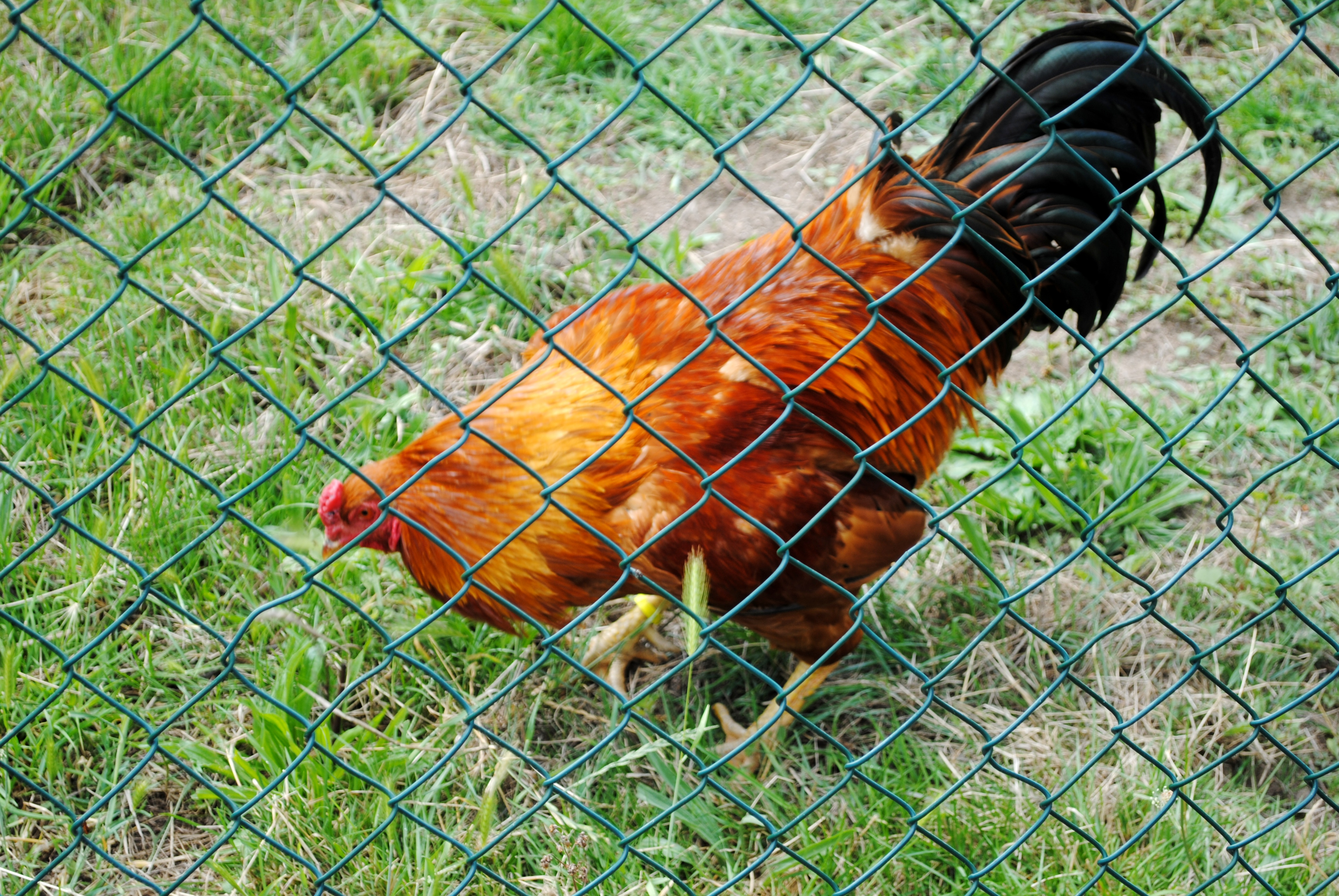
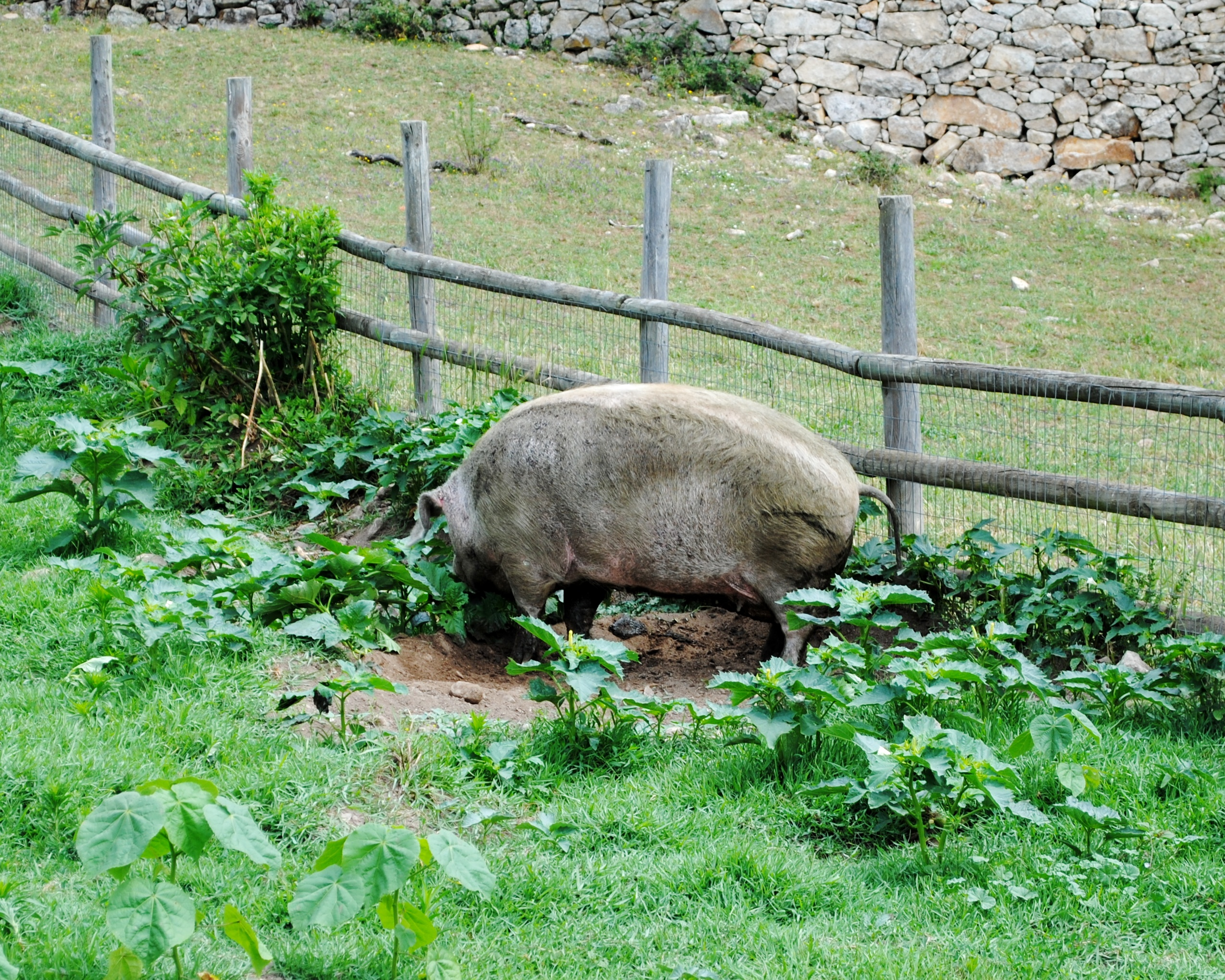

### Otros artículos
- Genética